# Menskes-Chöre
Die Menskes-Chöre waren bis 2006 eine Gemeinschaft von eigenständigen Chören am Niederrhein, deren Chorleiter Johannes Menskes war.
Dieser gründete 1974 aus fünf Chören die nach ihm benannte Chorgemeinschaft. Sie gab Konzerte im Raum Krefeld und bekam alsbald auch ihre ersten Fernsehauftritte. 1981 folgten die ersten Schallplattenaufnahmen. Auch unternahmen die Chöre mehrere Konzertreisen, unter anderem nach Rom.
Anlässlich ihres 20-jährigen Bestehens sendete der WDR an Heiligabend 1994 ein Weihnachtskonzert mit den Menskes-Chören, die bis zuletzt immer wieder zu Gast in verschiedenen Fernsehsendungen waren. Ihr Repertoire umfasst hauptsächlich Volkslieder und volkstümliche Lieder. Doch gehören auch klassische Werke, wie zum Beispiel Opernchöre verschiedener Komponisten zum Repertoire. Auch singen die Chöre Eigenkompositionen von Johannes Menskes. Sie gelten als westdeutsches Pendant zu den Fischer-Chören aus Süddeutschland.
Die Chöre waren:
- Arnold-Chor, Kempen
- Liederkranz Grefrath
- Niederrheinchor, Frohsinn-Chor Lobberich
- Volkschor Cäcilia Schaag
- Amicitia-Chor Bracht

## Ehrungen
- Hermann-Löns-Medaille

## Erfolgstitel
- Heut ist der schönste Tag in meinem Leben
- Ob blond, ob braun, ich liebe alle Fraun
- Chianti-Lied
- Ännchen von Tharau
- Ich bin der Doktor Eisenbart
- Ich weiß nicht, was soll es bedeuten
- Ave Maria (von Johannes Menskes)
- Sonnenwalzer

## Diskografie
Alben (Auswahl):
- Männer Chöre – Das Festival der schönen Männerstimmen 1983
- Volksmelodien für Millionen 1984
- Einstmals hab ich ein Lied gewusst 1987
- Goldener Liederschatz 1990
- Europa singt ... Melodien, die wir lieben
- Goldene Melodien der Heimat
- Die schönsten Männerchöre
- Strahlende Stimme – Goldene Weihnacht 1999
- 1000 Takte Stimmung pur 2001